# Judit de Bretanya

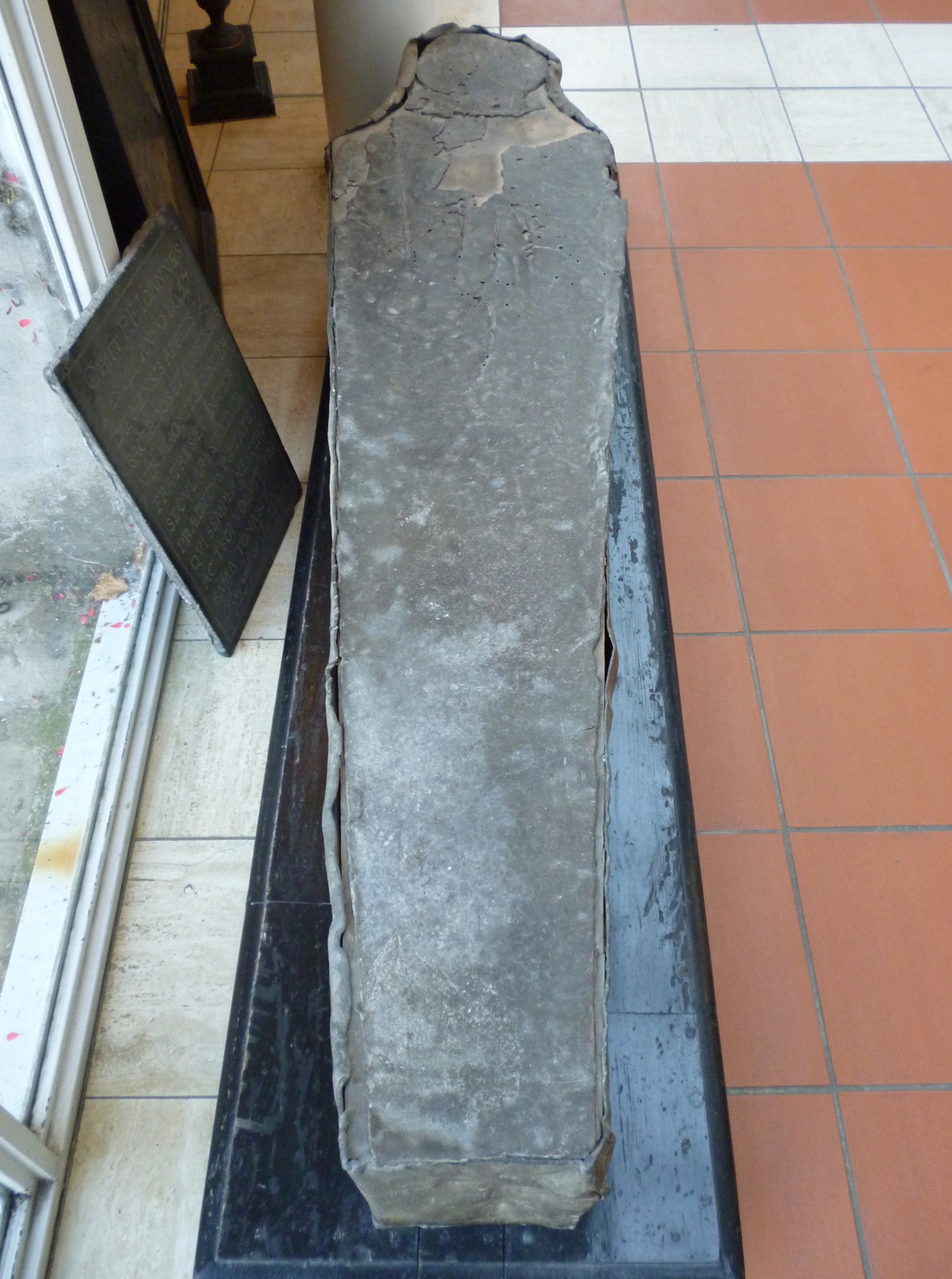
Sarcòfag de Judit de Bretanya a l'Abadia de Notre-Dame de Bernay.

Judit de Bretanya (nascuda el 982 a Bretanya i morta el 16 de juny de 1017 a Normandia), filla de Conan I, duc de Bretanya, i d'Ermengarda, filla de Jofré I d'Anjou, comte d'Anjou, fou la primera esposa de Ricard II de Normandia, duc de Normandia.

## Biografia
Judit de Bretanya fou la mare dels ducs de Normandia Ricard III i Robert el Magnífic. Va morir el 1017 i fou enterrada a l'abadia de Bernay, que havia fundat vers 1010 mercès al dot rebut del seu marit al moment del matrimoni. La seva tombe fou portada després de la revolució a l'església (basílica) de Notre-Dame-de-la-Couture a Bernay.

### Matrimoni i fills
Fou la primera esposa de Ricard II de Normandia, duc de Normandia, amb qui es va casar vers l'any 1000. Van tenir cinc fills :
- Ricard, futur duc Ricard III de Normandia
- Robert, futur duc Robert el Magnífic
- Guillem de Fécamp, monjo a Fécamp a Normandia
- Adelaida (vers 1005-1038), esposa del comte Renald I de Borgonya i àvia del papa Calixt II
- Eleonor de Normandia, esposa del comte Balduí IV de Flandes